# Francesco Guglianetti
Francesco Guglianetti (Augusta, 30 marzo 1818 – Torino, 7 ottobre 1872) è stato un politico italiano.
Avvocato, fu Deputato del Regno di Sardegna per sette legislature, e per due legislature fu Deputato del Regno d'Italia.

## Biografia
Nacque in Germania, in quanto la sua famiglia si era lì trasferita per commerciare la seta. Tornò poi in Italia, a Novara, dopo la morte prematura del padre. Si laureò in Giurisprudenza all'Università di Torino e ben presto divenne avvocato.
Venne eletto nelle prime sette legislature del Regno di Sardegna, nei collegi di Novara II (I-III), Cicagna (IV), Borgosesia (V) e Borgomanero (VI-VII); nel Regno d'Italia venne eletto nel collegio di Varallo.
All'opposizione dei Governi Cavour, dal quale venne soprannominato "vipera", nel corso degli anni smorzò le proprie posizioni di sinistra, orientandosi su posizioni più moderate. 
Si suicidò nel 1872, gettandosi nel vuoto, a causa della delusione per la sua mancata nomina a Senatore del Regno d'Italia.